# Abdij van Sligo

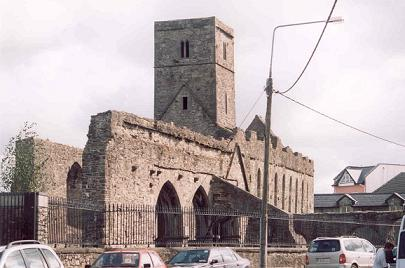
De Sligo Abbey, zoals gezien van de aangrenzende straat.

De Abdij van Sligo (Engels: Sligo Abbey; Iers: Mainistir Shligigh) is een oude abdij in Sligo, Ierland. De officiële naam is de 'Dominican Friary of Sligo'. De abdij stamt uit 1253, en werd gebouwd in opdracht van Maurice Fitzgerald, de baron van Offaly. In 1414 werd de kerk verwoest door een brand. Later, in 1595 (tijdens de Tyrone war) en in 1641 in de Ulster Uprising werd ze weer vernietigd, maar telkens herbouwd. Tijdens de 18e eeuw trokken de monniken weg, maar Lord Palmerston herstelde de abdij in ere in 1850. Thans is het gebouw een toeristische attractie.

## Gerelateerde onderwerpen
- Geschiedenis van Ierland
- County Sligo